# Креспу
Креспу или креспеу (фр. Crespéou, французский: [kʁɛs.pe.u]) — пикантный провансальский пирог, состоящий из разноцветных  омлетов с зеленью и овощами, сложенных слоями. Блюдо едят холодным, иногда с томатным соусом. Рецепт, судя по всему, родом из Авиньона и Верхнего Воклюза (Пьоленк и Оранж), стал популярным в графстве Венессен, регионе Прованс, и сельской местности в районе Ниццы .

## Происхождение
Название происходит от crespèu, окситанской формы французского слова crêpe . Креспу имеет множество вариаций. Это блюдо также известно как trouchia или omelette à la moissonneuse. Последнее название предполагает, что оно возникло как блюдо, традиционно готовившееся для полевых работ и специально к сезону сбора урожая .

## Приготовление и ингредиенты
Яйца взбивают, добавляют другие ингредиенты, запекают и переворачивают. Затем омлеты выкладывают один на другой, охлаждают и подают. Креспу состоит как минимум из трех или четырех слоев омлетов разного цвета, обычно с красными помидорами, оранжевой морковью, сладким перцем, зеленым шпинатом или мангольдом и чёрными оливками. В некоторых рецептах для бежевого слоя используют колбасу или нарезанную рыбу. В Ницце готовят омлет из черенков мангольда . Можно использовать и другие овощи, например, кабачки, баклажаны, лук или базилик .

## Галерея

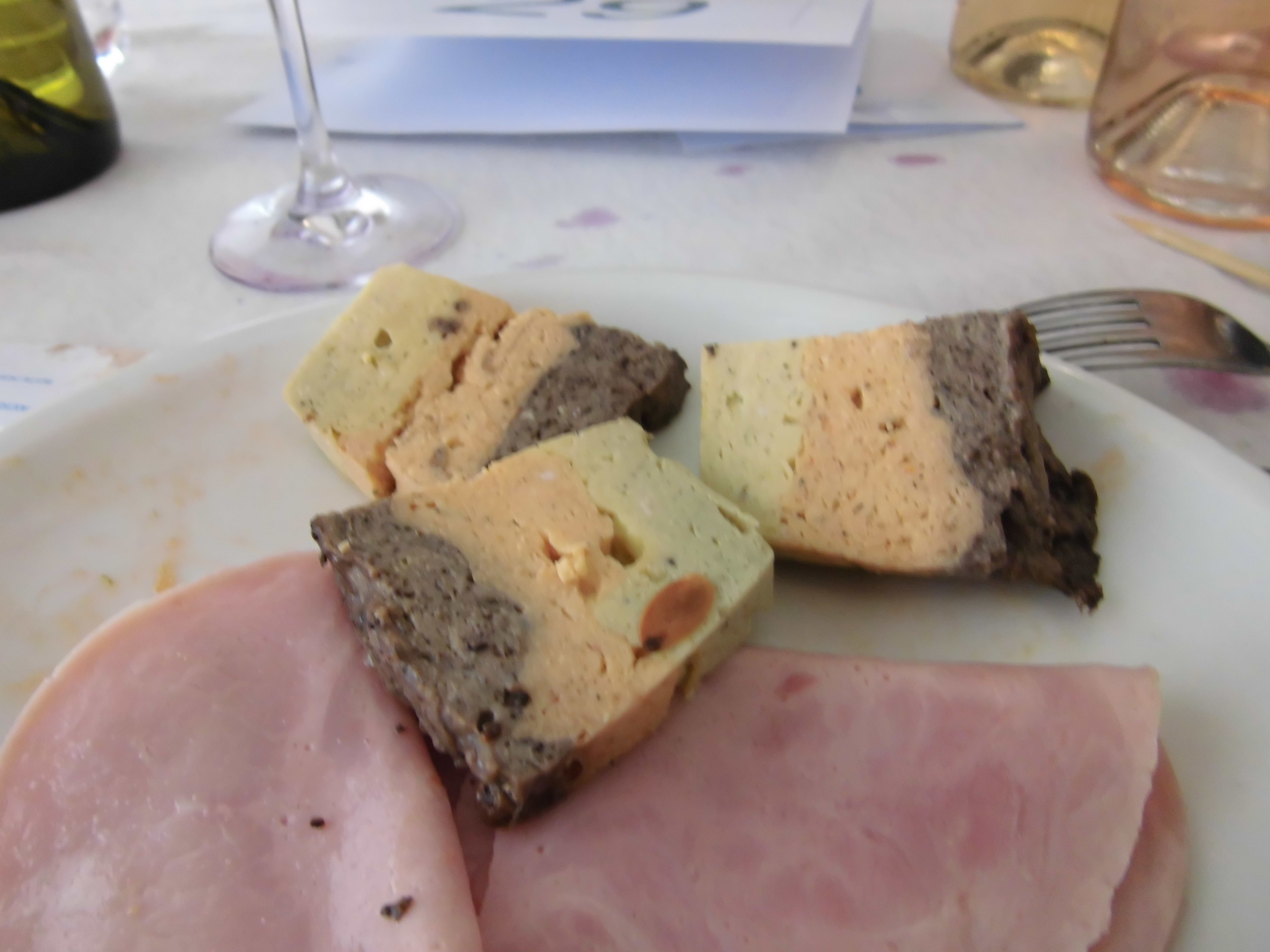
Креспу
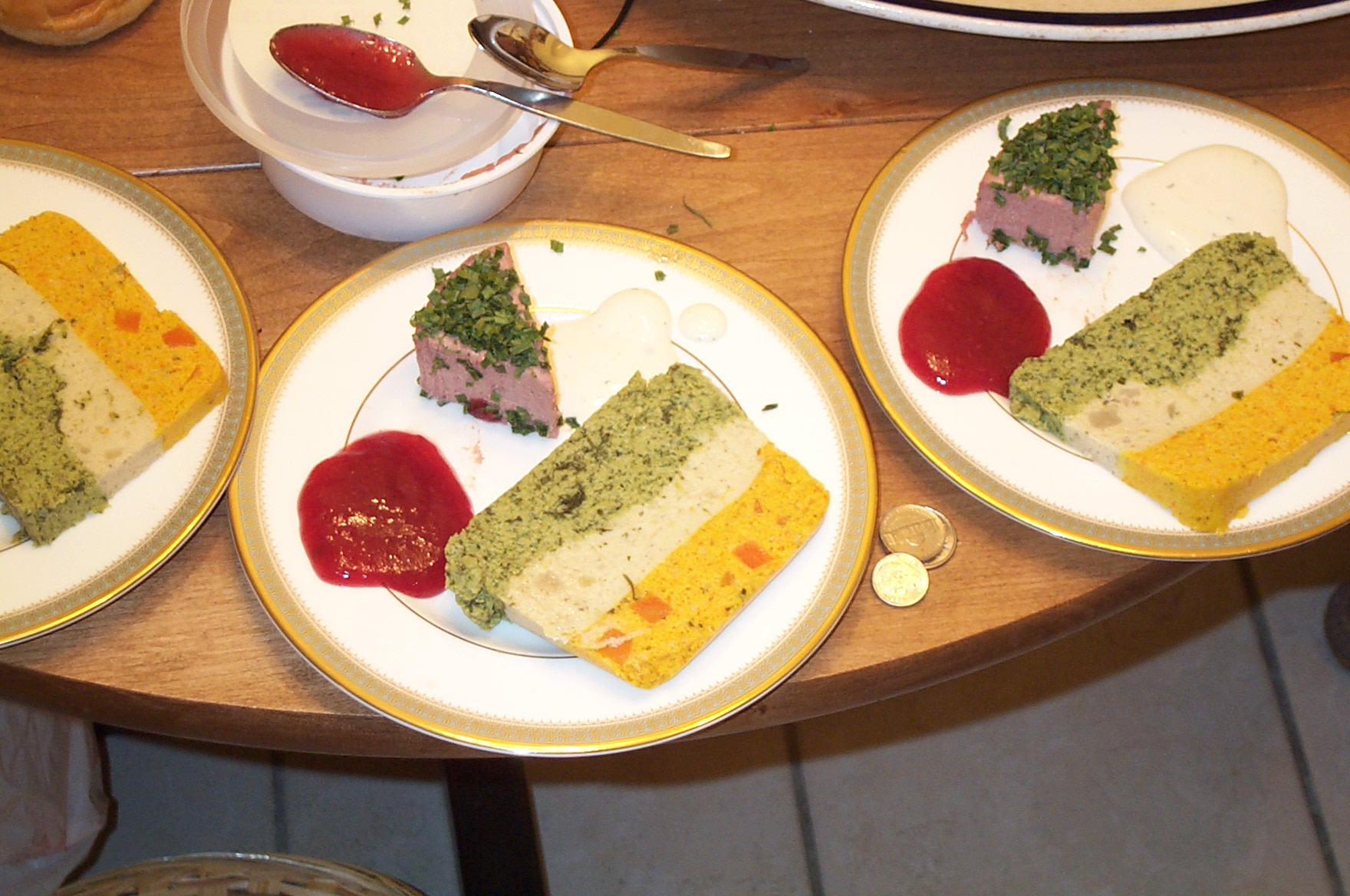
Креспу в ресторане
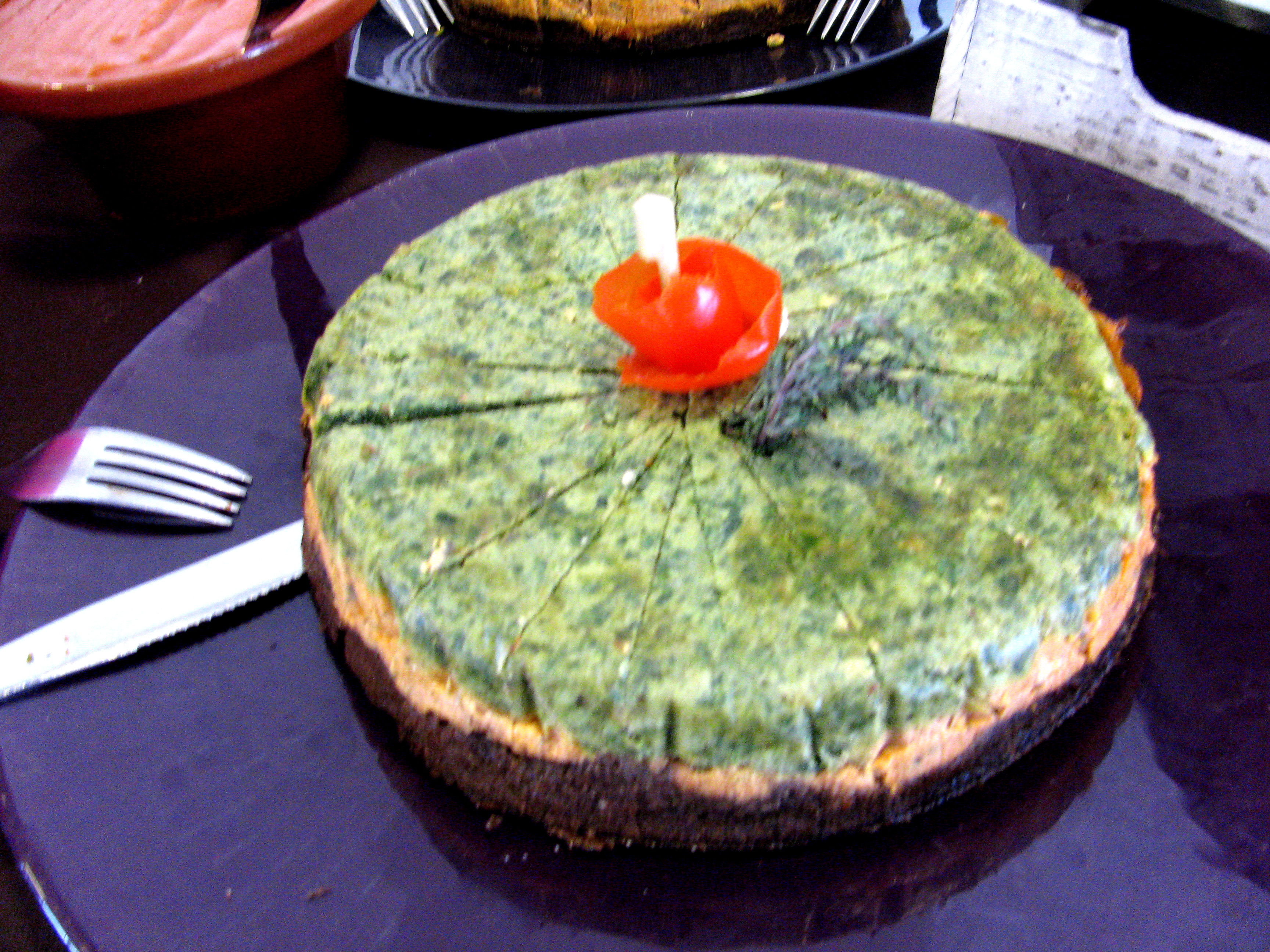
Провансальский омлет креспу
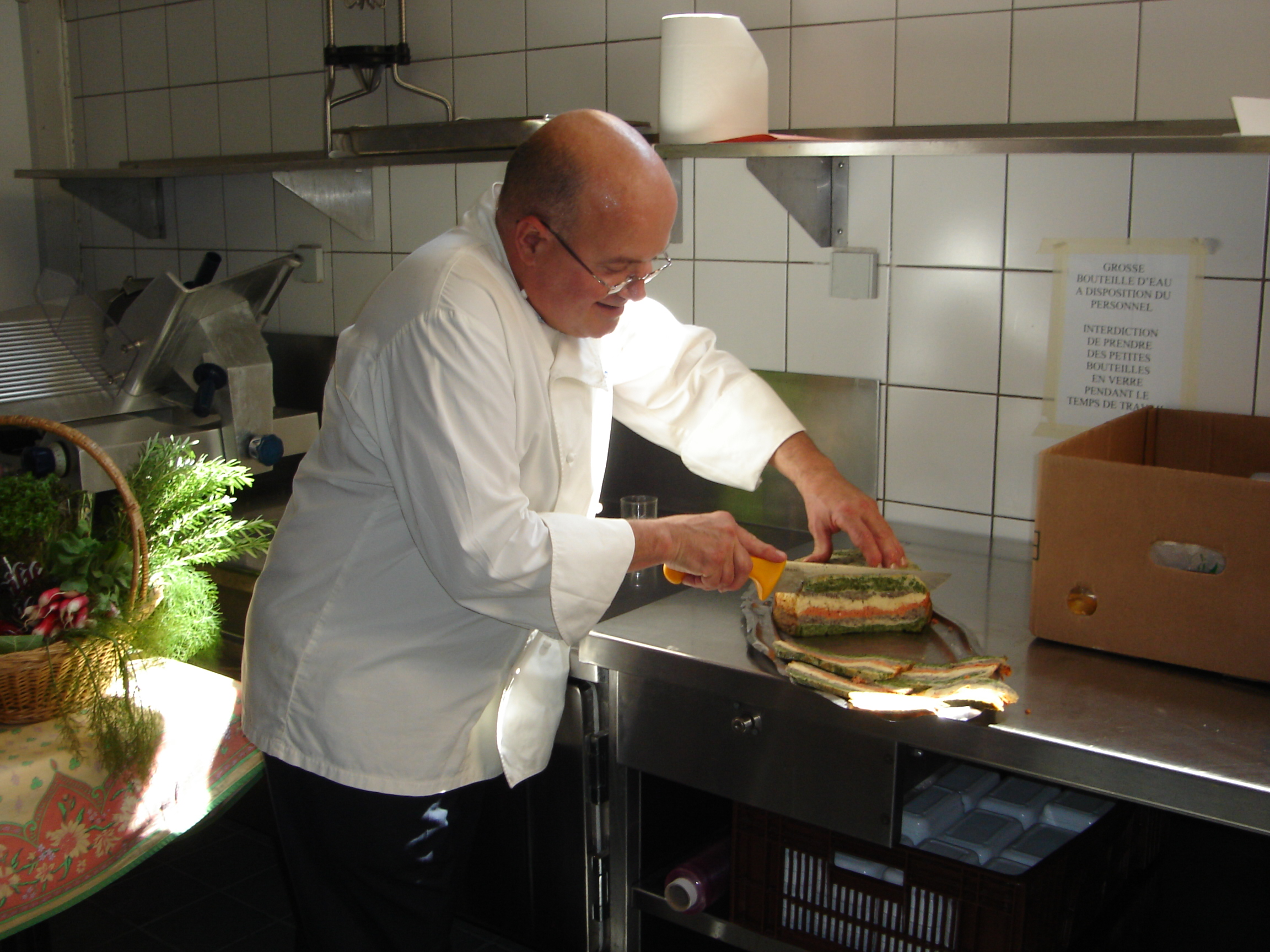
Нарезание креспу в ресторане в Авиньоне

## См.также
- Фриттата